# Francesco Alfano

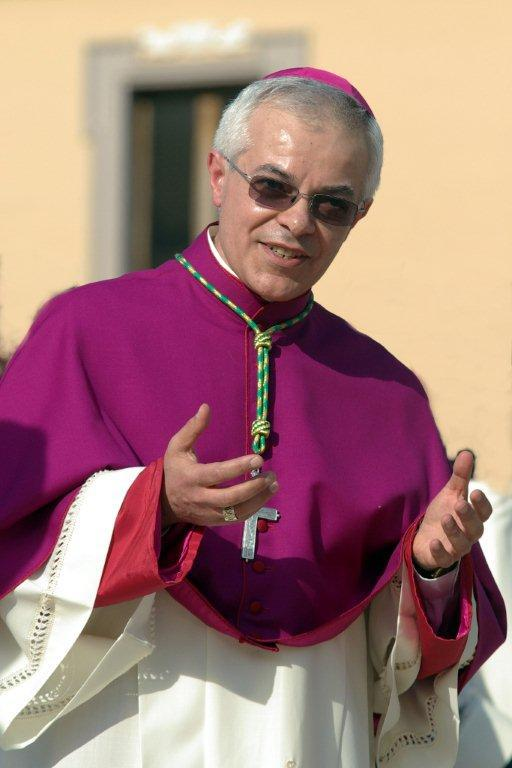
Erzbischof Francesco Alfano

Erzbischofswappen

Francesco Alfano (* 13. Juni 1956 in Nocera Inferiore) ist Erzbischof von Sorrent-Castellammare di Stabia.

## Leben
Francesco Alfano empfing am 17. April 1982 die Priesterweihe. Papst Benedikt XVI. ernannte ihn am 14. Mai 2005 zum Erzbischof von Sant’Angelo dei Lombardi-Conza-Nusco-Bisaccia. 
Der Bischof von Nocera Inferiore-Sarno, Gioacchino Illiano, weihte ihn am 2. Juli desselben Jahres zum Bischof; Mitkonsekratoren waren Salvatore Nunnari, Erzbischof von Cosenza-Bisignano, und Paolo Romeo, Apostolischer Nuntius in Italien und San Marino.
Am 10. März 2012 wurde er zum Erzbischof von Sorrent-Castellammare di Stabia ernannt.